# Kokolik
La rivière Kokolik est un cours d'eau d'Alaska, aux États-Unis situé dans le borough de North Slope.

## Description
Longue de 200 milles (322 km), elle prend sa source dans les montagnes De Long, et coule en direction du nord-ouest jusqu'à la lagune Kasegaluk à 1 milles (2 km) à l'est de Point Lay, dans la plaine arctique.
Son nom eskimo a été référencé par le lieutenant D.H. Jarvis en 1898.

## Sources
- (en) « Kokolik », Geographic Names Information System